# 이반 라리오노프

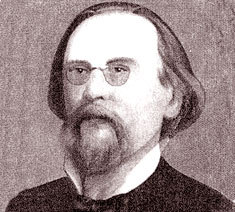
이반 페트로비치 라리오노프

이반 페트로비치 라리오노프(러시아어: Ива́н Петро́вич Ларио́нов; 1830년 1월 23일 ~ 1889년 4월 22일)는 러시아의 작곡가이자 작가, 민속학자이다. 그는 1860년에 작곡한 유명한 노래 "칼린카"로 가장 많이 기억된다.
라리오노프는 페름의 귀족 가문에서 태어났으며, 모스크바에서 음악을 공부했다. 그는 1889년 사라토프에서 위암으로 사망했다.